# Warmoesgracht
De Warmoesgracht is een in 1894 gedempte gracht in Amsterdam. Sinds 27 februari 1895 maakt de voormalige gracht deel uit van de Raadhuisstraat, het deel tussen tussen het Singel en de Herengracht. Jacob Olie fotografeerde in maart 1894 de gracht nog in haar volle glorie, enkele maanden voor de demping. De Raadhuisstraat werd op 5 november 1896 opengesteld voor verkeer. De naam Warmoes verwijst naar een voormalige warmoes of groentemarkt.

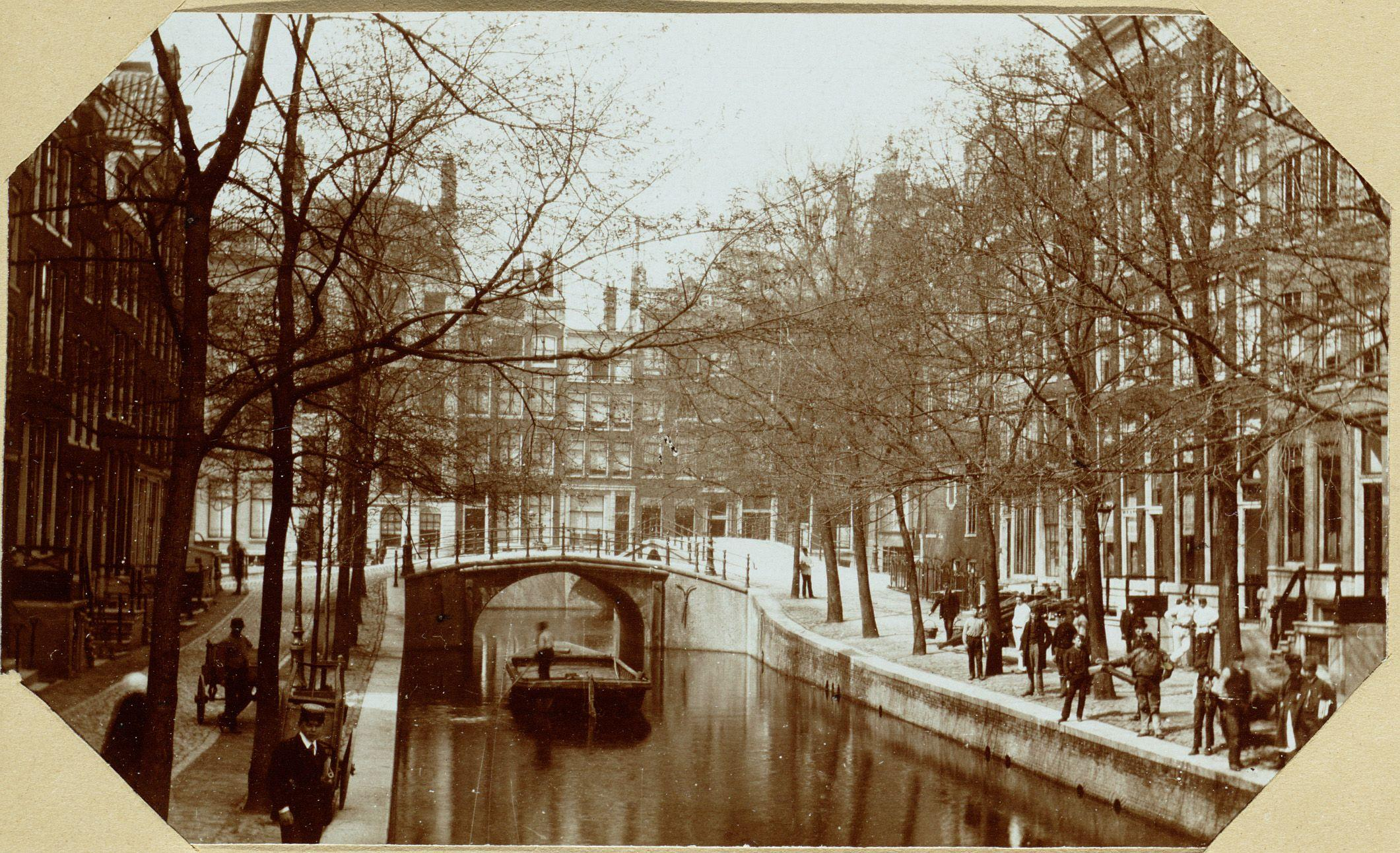
De voormalige Warmoesgracht ziende op de huizen aan de Herengracht. Foto: A.T. Rooswinkel.
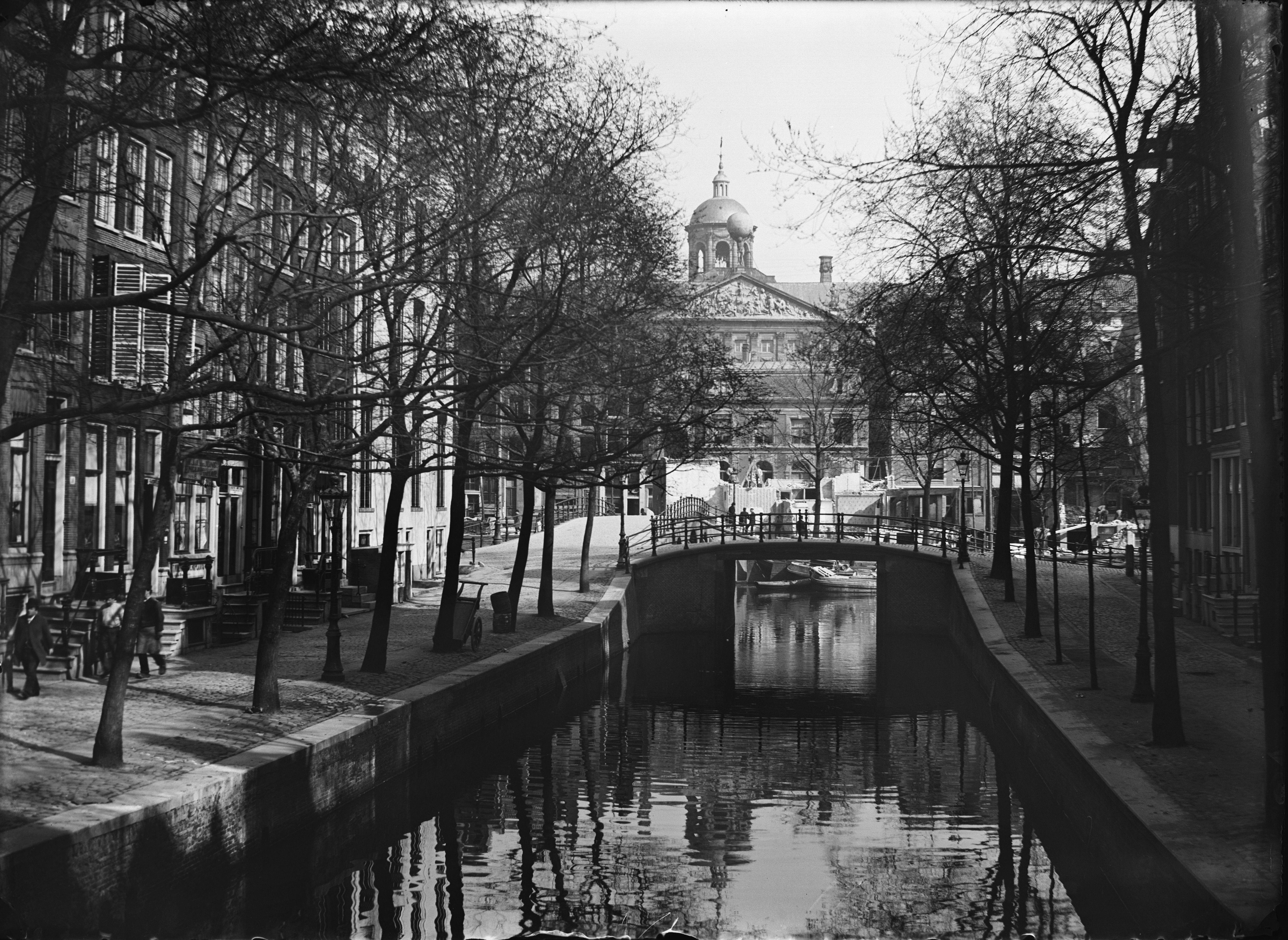
De nog niet gedempte Warmoesgracht gezien naar het Paleis op de Dam.
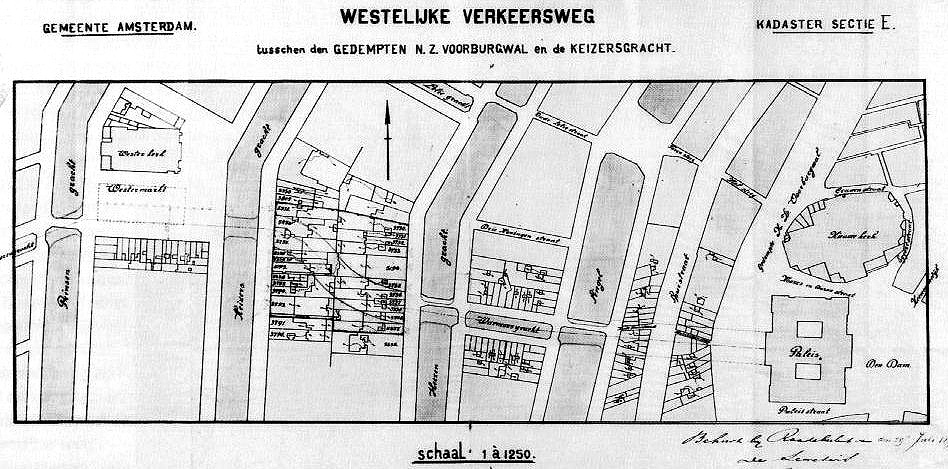
Kaart van de doorbraak voor de Raadhuisstraat.
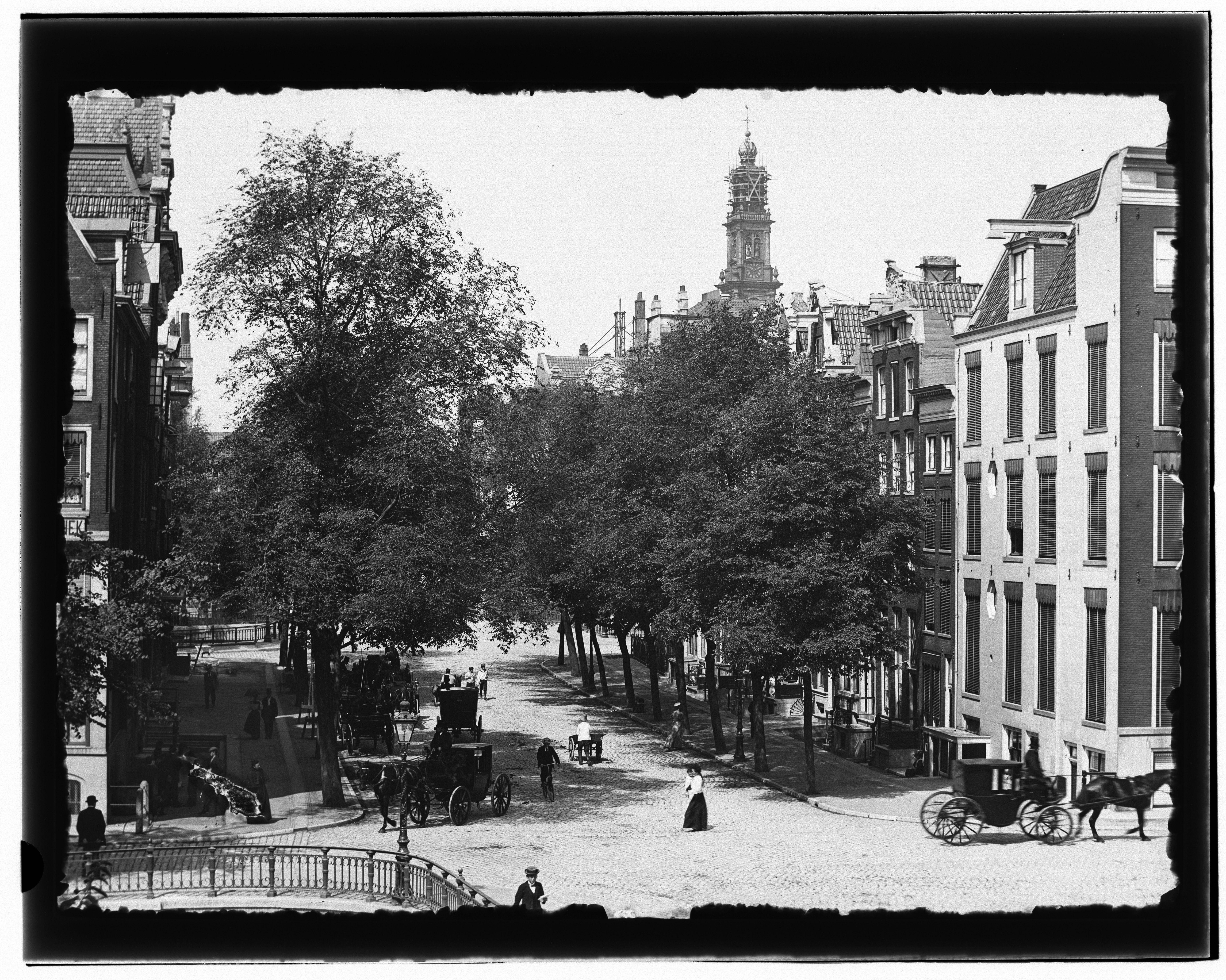
De inmiddels gedempte Warmoesgracht (foto door Jacob Olie in 1896).